# 오우치 히로이에
오우치 히로이에(일본어: 大内 弘家 おおうち ひろいえ[*])는 일본 스오국(周防国)의 무사이다. 오우치 씨(大内氏) 제21대 당주이다.

## 생애
선대 당주 히로사다(弘貞)의 아들로 겐지(建治) 2년(1274년)에 야마토 국(大和国) 야다 향(矢田郷, 오늘날의 야마토고오리야마시大和郡山市)에서 태어났다.
쇼안(正安) 2년(1300년) 3월 28일에 사망하였다. 향년 27세. 그의 뒤를 아들 시게히로(重弘)가 이었다.

## 참고 문헌
- 『近世防長諸家系図綜覧』防長新聞社山口支社編、三坂圭治監修、防長新聞社、1966年3月。全国書誌番号:73004060。NCID BN07835639。OCLC 703821998。Closed Access logo alternative.svg国立国会図書館デジタルコレクション(일본어)
  - 復刻 御薗生翁甫「付録 新撰大内氏系図」『近世防長諸家系図綜覧』田村哲夫編修、三坂圭治監修、マツノ書店、1980年11月、復刻版。全国書誌番号:81035962。NCID BN0189824X。OCLC 674504899。